# 池上政幸
池上 政幸（いけがみ まさゆき、1951年8月29日 - ）は、宮城県出身の検察官。最高検察庁刑事部長、次長検事、名古屋高等検察庁検事長、大阪高等検察庁検事長を経て、最高裁判所判事（2014年10月2日-2021年8月28日）。

## 来歴・人物
- 宮城県仙台市生まれ。仙台市立木町通小学校、東北大学教育学部附属中学校、宮城県仙台第一高等学校卒業。
- 1975年3月 東北大学法学部卒業
- 1975年4月 司法修習生
  - 東京地方検察庁検事
  - 水戸地方検察庁検事
  - 仙台地方検察庁検事
- 1986年 法務省刑事局付検事
- 1990年 釧路地方検察庁北見支部長
  - 釧路地方検察庁網走支部長[2]
  - 東京地方検察庁特別捜査部検事
- 1998年 法務省刑事局刑事課長
- 2000年 法務省刑事局総務課長
- 2001年 法務省大臣官房人事課長
- 2005年 松山地方検察庁検事正
- 2005年法務省大臣官房審議官
- 2006年 法務省大臣官房長
- 2008年10月17日 最高検察庁検事
- 2009年1月16日 最高検察庁公判部長
- 2010年6月17日 最高検察庁刑事部長
- 2011年8月11日 次長検事
- 2012年7月20日 名古屋高等検察庁検事長
- 2014年1月9日 大阪高等検察庁検事長
- 2014年7月18日 辞職
- 2014年10月2日 最高裁判所判事[3]
- 2014年12月14日 最高裁判所裁判官国民審査において、罷免を可とする票4,855,670票、罷免を可とする率9.56%で信任[4]。
- 2021年8月28日 定年退官
- 2023年（令和5年）春の叙勲において旭日大綬章を受章した[5]。

## 主な担当審理
- 2014年の第47回衆議院議員総選挙の一票の格差が最大2.13倍だったのは違憲状態であるとした事例（「合憲」とする意見）（最大判平成27・11・25）[6]。

- GPS捜査訴訟において車両に使用者らの承諾なく秘かにGPS端末を取り付けて位置情報を検索し把握する刑事手続上の捜査であるGPS捜査は、強制処分であるとした事例（補足意見）（最大判平成29・3・15）[7]。

- 放送法64条1項が合憲であり、受信契約を承諾しないものに対しては、承諾の意思表示を命じる判決をもって契約が成立するとした事件（多数意見）（最大判平成29・12・6）[8]。

- 2017年の第48回衆議院議員総選挙の一票の格差が最大1.98倍だったのは、憲法の投票価値の平等の要求に反する状態にあったということはできず合憲とした事件（多数意見）（最大判平成30・12・19）[9]。

- 契約社員に扶養手当や年末年始勤務手当を支払わないことが改正前労働契約法20条の禁じる「有期雇用による不合理な格差」に当たるとした事件（最一判令和2・10・15）[10][11][12]。